# Ummet Ozcan
Ummet Ozcan (né le 16 août 1982 à Putten) est un disc jockey et producteur de musique néerlandais d'origine turque. Au fil de sa carrière, il atteint les classements Beatport, et collabore avec des artistes tels que R3hab, Calvin Harris, Tiësto, ou encore Dimitri Vegas & Like Mike. 
Artiste majeur de Spinnin' Records, ses hits notables incluent Raise Your Hands, Revolution, et The Hum (Smash the House).

## Biographie
Ummet Ozcan se lance dans la musique en 2006. Les cinq années qui suivent l'orientent vers le genre musical de la trance. En 2012, il s'adapte au genre electro house, et se lance, à la fin de l'année, dans la production de big room house. En 2013, il atteint le DJ Mag Top 100 et l'année suivante, avec 68 places de gagnées, il reste la meilleure progression du classement,. Il participe en 2014 aux plus grands événements EDM tels que l'Ultra Music Festival, Tomorrowland, Open Beatz à Herzogenaurach, ou l'Electric Love à Salzburgring.
Ses singles se placent régulièrement dans les classements sur Beatport depuis 2011 avec le titre Reboot ; en 2013, il atteint la première place aux côtés du duo W&W avec le single The Code et la 96e place des classements musicaux néerlandais. Avec son single Raise Your Hands, Ozcan atteint en avril 2014, la première place sur Beatport, la 47e place des classements musicaux belges, et la 96e des classements musicaux français,,,. En 2014, il collabore avec Paul van Dyk et publie Come With Me (We Are One), l'hymne officiel du festival « We Are One » de Berlin. L'année suivante, après avoir occupé la scène principale de Tomorrowland fin juillet puis participé à Electric Zoo, il se voit perdre cinq places  à la fin de l'année au classement « meilleurs DJ » du magazine DJ Mag.
Depuis 2022, le DJ mélange les styles EDM avec des musiques culturelles traditionnelles, principalement mongoles, mais aussi chinoises ou vikings. Ummet fait alors parler son throat singing, une technique de chant qui lui permet d'avoir une voix extrêmement grave et profonde, et ce, sans auto-tune ni vocoder. Les paroles des chansons sont souvent une sorte de gromelot mixant plusieurs langages ressemblant aux cultures présentées dans ses chansons.

## Discographie
- 2023 : Deep Meditation (sous Origins)